# Foro Mundial de la Bicicleta

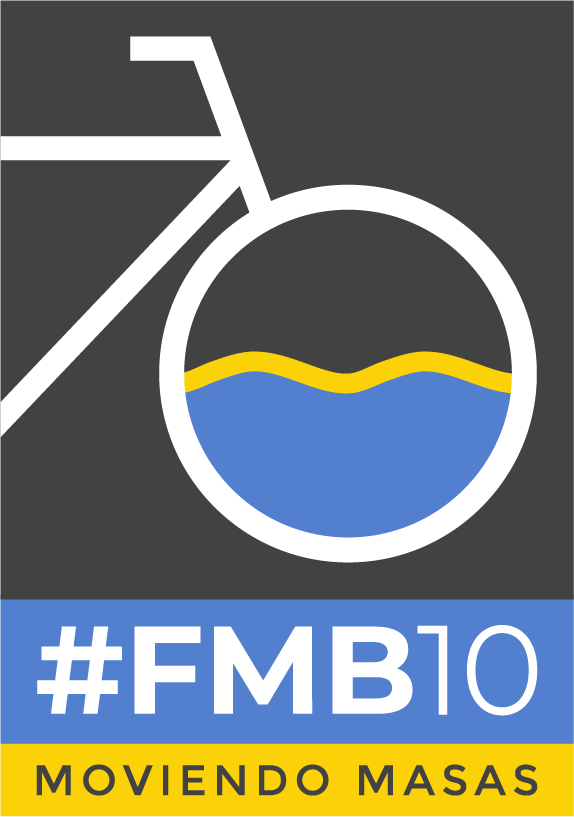

El Foro Mundial de la Bicicleta (FMB) es un foro de ciclo-activismo, en donde se discuten problemáticas en relación con la movilidad en bicicleta y al planeamiento de ciudades para las personas. Se realiza desde el 2011 una vez al año en distintas ciudades del mundo. Surge como respuesta al arrollamiento intencional de un automovilista contra los participantes de una Masa Crítica (ciclopaseo/bicicletada) de Porto Alegre que ocurrió el 25 de febrero de 2011. Lo ocurrido fue registrado en vídeo generando manifestaciones de solidaridad en diversas ciudades del mundo y fomentando la discusión sobre la violencia en el tránsito. La primera edición del FMB tuvo lugar exactamente en el primer aniversario del atentado en la ciudad brasilera de Porto Alegre.

## Principios
- Horizontalidad y democracia: Su planificación y organización son realizados por medio del trabajo voluntario donde todas las informaciones son públicas. No hay jerarquías entre participantes y todos tienen igual derecho de manifestación y voto.
- Organizado por la ciudadanía: la planificación y la ejecución de cada FMB es realizada por la sociedad civil, tanto sea entre organizaciones sociales formales como no formales y cualquier persona interesada en involucrarse de manera voluntaria.
- Gratuidad: La participación en cualquier actividad del Foro será por completo gratuita para cualquier persona interesada. Más aún, se busca poder ofrecer servicios adicionales sin costo tales como hospedaje solidario y préstamo de bicicletas para participantes.
- Autogestión y cooperación: A pesar de los diálogos y articulaciones con los más variados tipos de instituciones (educativas, estatales, privadas, corporativas o gobiernos ) que se necesitan para realizar cada FMB, el trabajo es hecho por individuos de manera voluntaria, sin vínculos de interés personal, empresarial o de poder. De este modo se garantiza que las actividades propuestas y realizadas sean de carácter independiente.

## Objetivos
El FMB se propone discutir estrategias y políticas para: incentivar el uso de la bicicleta en la ciudad, promover la movilidad urbana sostenible, fomentar la integración comunitaria y el bienestar social. También aborda la transformación de espacios urbanos de forma que prioricen a las personas y las relaciones humanas. Además, es una búsqueda del FMB generar reflexiones e intercambios que promuevan la elaboración crítica y cooperativa de conocimientos afines a las problemáticas que aborda.

## Historia

### FMB1 - Porto Alegre - 2012

#### Inicio
La primera edición del Foro se llevó a cabo del 23 al 26 de febrero de 2012 en Porto Alegre, coincidiendo con el primer aniversario del atropellamiento intencional de ciclistas durante un evento de Masa Crítica en esa misma ciudad.
Según los organizadores el evento contó con la participación de 7 mil personas entre conferencistas, talleristas y visitantes de diversos estados y países que participaron en los paneles sobre temas de movilidad urbana, ciclo-activismo, economía, ciclismo deportivo, ciclo turismo y más de 20 talleres relacionados con el universo de la bicicleta. Chris Carlsson, fundador de Masa Crítica en la ciudad de San Francisco, fue el invitado internacional. El evento generó una gran cobertura espontánea en medios, siendo mencionado en más de 50 noticias en periódicos impresos, cerca de 50 menciones en la radio y TV y cerca de 400 menciones en Internet. El éxito del primer evento motivó la realización de una segunda edición, mejorando el debate sobre las necesidades de las ciudades para las personas y el papel que las bicicletas y otros medios de transporte sustentables tienen como motivadores de las transformaciones urbanas y sociales.

## Ediciones siguientes

### FMB2 Porto Alegre - 2013
La segunda edición del FMB se realizó del 21 al 24 de febrero de 2013 bajo el lema de "Pedalar para transformar" (Pedalear para transformar). Esta edición, también organizada en Porto Alegre, atrajo más de 7000 personas de todo el mundo y sirvió como estímulo para la discusión de nuevas formas de garantizar más infraestructuras para ciclistas y más seguridad en el tráfico para la población en general. En esta edición se introdujo el financiamiento colectivo de modalidad de micromecenazgo a través del sitio catarse para costear el viaje de los invitados internacionales: Caroline Samponaro, Mona Caron y Amarilis Horta Tricallotis.

### FMB3 Curitiba - 2014
Se realizó del 13 al 16 de febrero de 2014 en la ciudad de Curitiba  bajo el lema de "Cidade em Equilibrio" (Ciudad en Equilibrio).  En esta ocasión hubo una clara expansión trayendo cuatro invitados internacionales: Carlos Cadena Gaitán, Carlos Marroquin, Mona Caron, Chris Carlsson, Elly Blue, Lars Gemzoe, Olga Sarmiento y Uwe Redecker. Se realizaron cerca de 80 actividades distintas.
La edición de 2014 del FMB utilizó de nuevo el financiamiento colectivo e introdujo la inscripción en línea junto con la presencial con el objetivo de estimar el número de participantes y crear un canal de comunicación entre los mismos. Fueron registradas 1359 inscripciones por Internet y 243 inscripciones presenciales. En total, por tratarse de un evento abierto y completamente gratuito, se estima que el número real de participantes fue muy superior.
Durante el evento se registró la participación de 20 de los 26 estados brasileños y por lo menos 10 países diferentes presentando algún trabajo, actividad o conferencia durante el evento. Entre las organizaciones que estuvieron presentes se cuentan: União de Ciclistas do Brasil, Clube de Cicloturismo do Brasil, CicloIguaçu (Paraná), Ciclocidade (Sao Paulo), ViaCiclo Florianópolis (Sanata Catarina), Rodas da Paz (Distrito Federal), Pedala Manaus (Amazonia), BH em Ciclo (Minas Gerais), Transporte Ativo (Río de Janeiro), Associação de ciclismo de Balneário Camboriú e Camboriú (Santa Catarina), Associação Blumenau Pró-ciclovias (Santa Catarina), Associação de Ciclistas de Porto Alegre (Rio Grande do Sul), Ciclovida UFPR y Bikes Not Bombs (Boston, EE. UU.) entre otros.
Concurrente con el evento se desarrolló el Festival Ciclecine con una nutrida asistencia de los participantes.

### FMB4 Medellín - 2015
Se realizó en la ciudad de Medellín, Colombia, del 26 de febrero al 1 de marzo de 2015. Con el lema “Ciudades para Todos“, el 4.º Foro Mundial de la Bicicleta se propuso reflexionar sobre cómo las ciudades pueden ser organizadas para el beneficio de toda la ciudadanía, mientras utilizan la bicicleta como un vehículo para el cambio social y la equidad urbana. El encuentro promueve el trabajo de diversos grupos (individuos, colectivos, ONG, empresas, y entidades gubernamentales) que trabajan juntos para lograr un cambio positivo en todos los niveles: individual, local, regional, nacional y mundial. La cuarta edición de este evento superó todas las expectativas convocando a más de 7.000 personas de todo el mundo al evento, lo cual la convirtió en uno de los eventos sobre Bicicletas más grande de la historia.

### FMB5 Santiago de Chile - 2016
Se realizó en Santiago de Chile en el año de 2016 desde el 31 de marzo al 5 de abril. Bajo el lema "Energía Humana, Poder Ciudadano" las actividades fueron desarrolladas en 4 comunas de la ciudad: Santiago, Maipú, Independencia, El Bosque y en la  Región Metropolitana. El cierre del FMB5 se dio con una pedaleada masiva hacia el Palacio de la Moneda, en donde la entonces presidenta Michelle Bachelet recibió en un acto las principales conclusiones y propuestas que surgían desde el foro, para el fomento de la movilidad en bicicleta en la ciudad.

### FMB6 Ciudad de México - 2017
Se realizó en la Ciudad de México del 19 al 23 de abril en 2017, teniendo actividades artísticas que fomentan el uso del espacio público por parte de la ciudadanía. En esa edición el lema fue "Ciudades Hechas a Mano" para difundir que debemos Re-Pensar nuestras ciudades y que somos las personas que las habitamos quienes debemos construir el entorno que queremos.

### FMB7 Lima - 2018
Se realizó en los distrito limeños de San Isidro y Miraflores del 22 al 26 de febrero de 2018, teniendo la presencia de más de 130 países y la representación de 3 continentes. Dicho foro incluyó un Foro de niños y aporte a la paridad de género en sus presentaciones, fomentando así un espacio horizontal entre todas y todos los participantes de este evento gratuito. Con el lema "Recuperando la Ciudad" se gestaron todas las iniciativas buscando generar la plataforma para visibilizar lo violenta y agresiva que se tornan las ciudades cuando las políticas no van en torno a las personas y recuperara es una urgencia para vivir en un espacio amigable, seguro y sostenible. Las Charlas Magistrales estuvieron a cargo de: Lotte Bech bajo el título "Creando Ciudades Vivibles", Tomás Echiburú con la ponencia "De la Protesta a la Propuesta”, Peter Norton presentando “Recover the Past, Gain the Future” y Chris Carlsson “Movimiento Ciclista”. 

### FMB8 Quito - 2019
Esta edición fue realizada del 24 al 28 de abril de 2019, con actividades por toda la capital ecuatoriana, pero sobre todo con charlas, ponencias y talleres en el Centro de Convenciones Eugenio Espejo. Bajo el lema de "Mingamos", una expresión local que hace referencia al trabajo solidario y en equipo, tuvo más de 2.500 personas inscriptas y más de 200 actividades diferentes. En esta edición se logró trasmitir en vivo toda la asamblea de clausura, en 3 idiomas en simultáneo. En esa instancia se debatieron importantes temas en relación con la continuidad de los FMB y se eligió a Rosario como la sede del FMB10 en 2021. Además, en este FMB se realizó un documento muy importante para la historia de los FMB, que fue el Manifiesto de la Comisión de Mujeres y Disidencias, un trabajo que había comenzado en septiembre de 2017, en el marco de la previa al FMB7 en Lima y que brega por un evento libre de violencias de género, equitativo e interseccional para avanzar hacia una sana convivencia con equidad de géneros. 

### FMB9 Katmandú - 2020
La edición n.° 9 del Foro Mundial de la Bicicleta, por primera vez sería realizada en un país fuera del continente latinoamericano. El FMB9 se realizó del 18 al 22 de septiembre en la ciudad capital de Nepal, bajo el lema "Ciudades habitables", y aunque era programado para ser realizado en modalidad presencial, debido a la pandemia del COVID-19 que afectó a todo el mundo, el evento debió realizarse en modalidad virtual por completo. No obstante esta situación atípica, fue un duro trabajo el que debió afrontar la comisión que organizaba el FMB9 de pasar a formato virtual todas las actividades pactadas para realizar en el espacio público. Por no poder celebrar la Asamblea de Clausura tal como es prevista en cada Foro, en esta edición no se han podido recibir postulantes para elegir la ciudad sede del FMB11.

### FMB10 Rosario - 2021
Se realizará del 15 al 19 de septiembre de 2021, en la ciudad de Rosario . Bajo el lema "Moviendo Masas" se propone poder mover grandes masas de personas en torno a la movilidad en bicicleta,  haciendo honor y referencia al ejercicio de las masas críticas que dieron origen a los foros mundiales, que son inherentes al ciclismo urbano y a los movimientos sociales. Uno de los principales retos de esta edición es la incertidumbre respecto a la evolución de la pandemia de COVID-19 y de las medidas restricciones sanitarias, con las posibles limitaciones a la circulación. Ante esta situación se plantea un evento híbrido que contemple tanto la presencialidad como las actividades virtuales.

### FMB11 Manizales Colombia - 2022
Entre el 9 y el 13 de noviembre de 2022 se realizaron en Manizales el 11 Foro Mundial de la Bicicleta  (FMB11), evento que ha tenido como sede diferentes ciudades del mundo y cuyo objetivo principal es  sensibilizar, informar y educar al público en general en temas como la ciclomovilidad, la movilidad sostenible, el urbanismo sostenible, la inclusión y la acción climática.

### FMB12 Gustavo A. Madero, México.
Bajo el lema "Visión Periférica" los colectivos de la periferia de la gran  Ciudad de México en particular del norte, un grupo de activistas en búsqueda del reconocimiento de los procesos históricos de la apropiación del espacio público, las economías alternativas y solidarias, así como la movilidad activa de los más de 8 millones de personas que se mueven por la Alcaldía Gustavo A. Madero, Ecatepec, Nezahualcóyotl, Chimalhuacán, Coacalco, Tlanepantla y Tultitlán que decidieron dejar de ser objeto de estudios científicos, culturales o sociales para disponerse a escribir su propia historia, en búsqueda de soluciones planteadas desde el ojo inequívoco de los millones de sueños perdidos en estas ciudades dormitorio.

## Elección de las ciudades sedes
La elección de la ciudad anfitriona de cada Foro Mundial de la Bicicleta se realiza a través de consensos o sistemas de votos en las Asamblea que se celebran al cierre de cada edición. 
Desde 2012 hasta 2016 se elegía en Asamblea la ciudad sede del próximo año, es decir, por ejemplo: en el FMB2 (2013) se eligió la ciudad de Curitiba para que el año siguiente sea anfitriona del FMB3, y al cierre de la edición en 2014 se eligió en Asamblea para que la ciudad de Medellín sea sede del FMB4 en 2015. Hasta ese momento, las organizaciones locales tenían 1 año para organizar y llevar a cabo la realización del evento.
En 2014, al cierre del FMB3 en Curitiba, hubo 5 ciudades que postularon para realizar el FMB en 2015. Fueron 4 ciudades brasileras: Joinville, Florianopolis, Joao Pessoa y Manaos ; y la segunda ciudad más poblada de Colombia: Medellín. Allí los representantes de cada ciudad hicieron sus exposiciones para convencer de hacer el FMB en sus ciudades, y luego de un proceso de consenso se decidió que los asistentes en la Asamblea decidirían entre Medellín y Manaos. La ciudad colombiana fue la elegida y así fue la primera vez que el FMB se realizaría fuera de Brasil, el país que le dio origen. 
Durante la asamblea de clausura del Foro del año 2016 en Santiago (Chile), junto con la selección a través de votos de Ciudad de México como sede para el 2017, y con el objetivo de dar a las organizaciones mayor tiempo para la preparación del FMB, se escogió a Lima (Perú) como sede del Foro Mundial de la Bicicleta para el año 2018. Desde allí se pactó que la elección de la ciudad sede por votación en la Asamblea de cierre de cada año pueda elegir la sede para dentro 2 años.
Es así que en la Asamblea de clausura del Foro del 2017 en Ciudad de México, se escogió a Quito (Ecuador), como sede del FMB8 para el año 2019. Y siguiendo la dinámica de elecciones con 2 años de antelación, en la ciudad de Lima, sede del FMB7, se eligió a la ciudad de Katmandú como sede del FMB9 en 2020. Allí una pequeña delegación de ciclistas lograron llevarse a Nepal el Foro que por primera vez se celebraría fuera del continente Americano. 
La Asamblea de Clausura del FMB8 en 2019, celebrada en la ciudad de Quito fue la primera que pudo ser trasmitida en vivo para todo el mundo por las redes sociales del FMB. Se hicieron presentes más de 200 personas para la votación de la sede 2021. En primera ronda de votación se eligió entre Culiacán, Bogotá y Rosario, y en segunda ronda fue elegida Rosario (Argentina) con 137 votos a favor.

## Masa Crítica Mundial
Teniendo en cuenta que el FMB surgió como una respuesta al arrollamiento intencional contra los participantes de una Masa Crítica realizada en la ciudad de Porto Alegre, Brasil el 25 de febrero de 2011, la Comisión que organiza la edición número 10 del FMB, seleccionó la fecha del 25 de Febrero de 2021 para conmemorar que ese día se cumplen 10 años desde el evento que dio origen a la celebración de los FMB, considerando que es muy importante retomar la fecha para la visibilización de la violencia vial que aún se padece en las calles. En este sentido, se convocó a realizar una Masa Crítica el mismo día en distintas ciudades del mundo para conformar sincrónicamente una Masa Crítica Mundial, invitando a las organizaciones locales a llevar adelante la convocatoria en el día indicado. La propuesta tuvo gran adherencia y el día jueves 25 de febrero de 2021 más de 75 ciudades del mundo pedalearon en simultáneo contra la violencia vial en las calles, constituyendo la primera Masa Crítica Mundial.